# Coleophora kaszabi
Coleophora kaszabi is een vlinder uit de familie van de kokermotten (Coleophoridae). De wetenschappelijke naam van de soort is voor het eerst geldig gepubliceerd in 1974 door Reznik.